# Benjamin Plu
Benjamin Plu (Le Mans, 26 luglio 1994) è un giocatore di football americano francese, che  gioca come wide receiver per i Fehérvár Enthroners..
Dopo aver giocato per le giovanili dei Caïmans72 du Mans e degli Spartiates d'Amiens torna a giocare in prima squadra per i Caïmans72. Passa la stagione 2016 nella squadra universitaria canadese dei McGill Redmen e successivamente torna in Francia ai Black Panthers de Thonon. Nel 2019 è selezionato con la settima scelta assoluta al Draft europeo della CFL dai British Columbia Lions, squadra i cui militerà per due stagioni. Torna quindi in Europa ai finlandesi Seinäjoki Crocodiles, per passare dal 2022 in ELF, prima agli spagnoli Barcelona Dragons e poi agli ungheresi Fehérvár Enthroners.

## Palmarès
- 1 Casque de Diamant (Black Panthers de Thonon, 2019)